# George Evans (politikus)
George Evans (Hallowell, 1797. január 12. – Portland, 1867. április 6.) az Amerikai Egyesült Államok szenátora (Maine, 1841–1847).